# Взятие Никополя (1877)
Взятие Никополя — одно из первых сражений русско-турецкой войны 1877—1878 годов в Болгарии.

## Ход
После форсирования Дуная главные силы русской армии разделились. IX корпус (две пехотные дивизии, три кавалерийских полка, Кавказская казачья бригада, 92 полевых орудия) приступил к осаде города-крепости Никополя (Niğbolu). 26 июня (8 июля) командир корпуса генерал-лейтенант Криденер получил приказ главнокомандующего действующей армии Николая Николаевича взять Никополь, для чего ему дополнительно были переданы 30 полевых и 33 осадных орудия.
Русские войска под Никополем: 18 пехотных батальона, 24 эскадрона и 92 орудия в составе:
- Пехота:
  - 17-й Архангелогородский пехотный полк
  - 18-й Вологодский пехотный полк
  - 20-й Галицкий пехотный полк
  - 121-й Пензенский пехотный полк
  - 122-й Тамбовский пехотный полк
  - 123-й Козловский пехотный полк
- Кавалерия:
  - 9-й Бугский уланский полк
  - 9-й Донской казачий полк
  - 34-й Донской казачий полк
  - 2-й Кубанский казачий полк
  - Владикавказко-осетинский казачий полк
  - Терско-Горский конно-иррегулярный полк
- Артиллерия:
  - 5-а артиллерийская бригада
  - 31-я артиллерийская бригада
  - 2-я Донская казачья батарея
  - 1-я Донская казачья конно-артиллерийская батарея
- Сапёры:
  - 1-я рота 5-го сапёрного батальона

Гарнизон крепости Никополь насчитывал около 8 тысяч человек. Артиллерия крепости состояла из 113 полевых и крепостных орудий.
Русский план предусматривал, что главный удар будет направлен на крепость с запада и юго-запада. Войска были разделены на две колонны и резерв (6 батальонов).
В 4 часа утра 3 (15) июля 1877 началась бомбардировка крепости. Днём русские выбили турок из нескольких редутов, окружавших крепость.
Во время этого штурма турки потеряли убитыми около 1000 человек. Уцелевшие отступили к крепости. В результате к вечеру была захвачена 1-я линия обороны и два редута на важных позициях. Этот успех был достигнут в очень сильную жару (+35С).
На рассвете 4 (16) июля 1877 должен был начаться финальный штурм цитадели, но гарнизон Никополя выкинул белый флаг. Хасан-паша со свитой вручил ключ от Никопола генералу Н. П. Криденеру, а над воротами крепости подняли знамя 123-го Козловского полка, который накануне был в первых рядах атакующих. Всего сдалось около 7 тыс. турецких солдат, в крепости осталось значительное количество боеприпасов и продовольствия, также было захвачено в гавани 2 боевых корабля.
Русские потери составили около 1300 человек убитыми и ранеными.
Комендантом крепости стал Аркадий Столыпин.

## Память
Сохранилось несколько памятников XIX века на могилах русских солдат и офицеров:

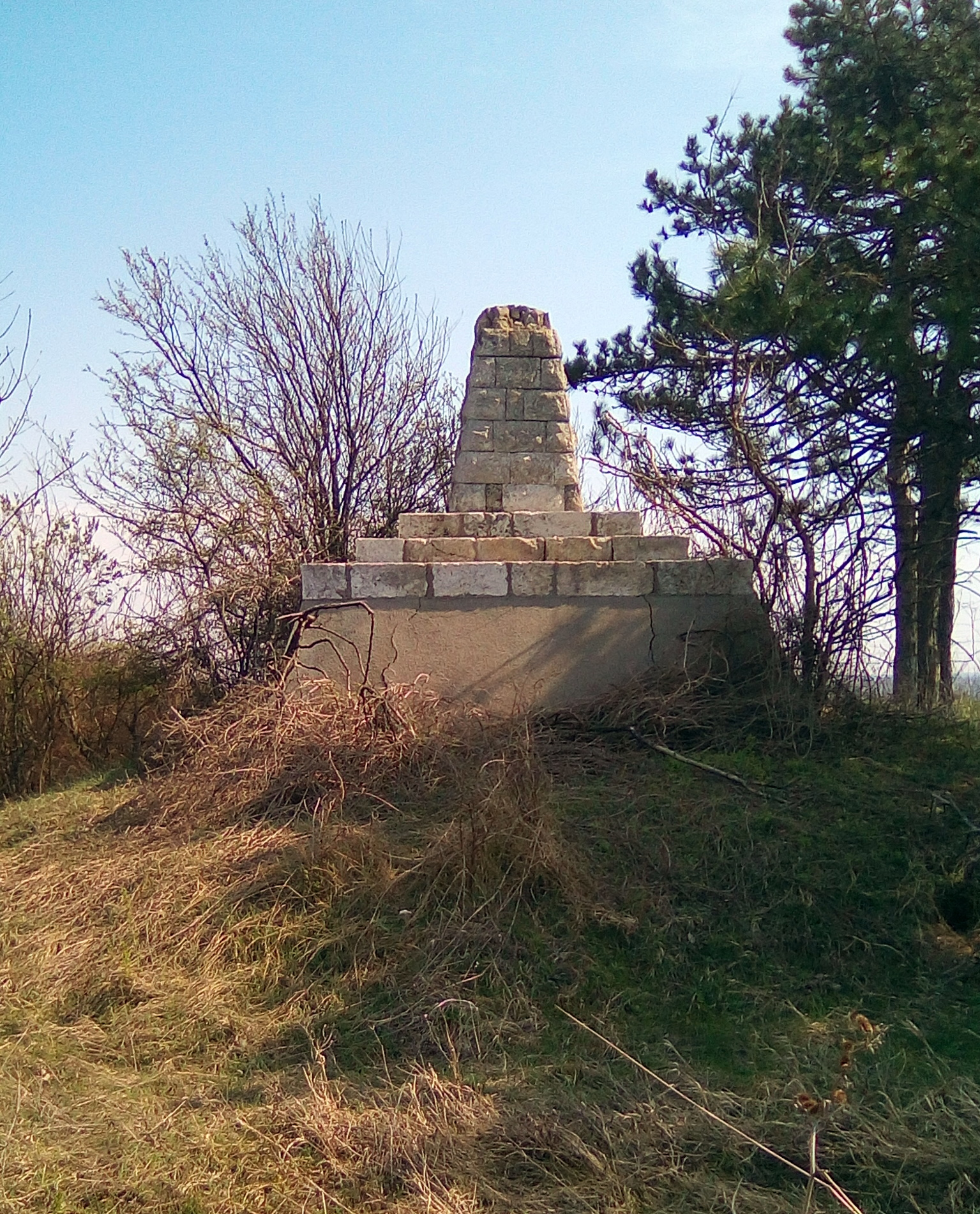
Памятник штабс-капитану Чут и прапорщику Андреевскому
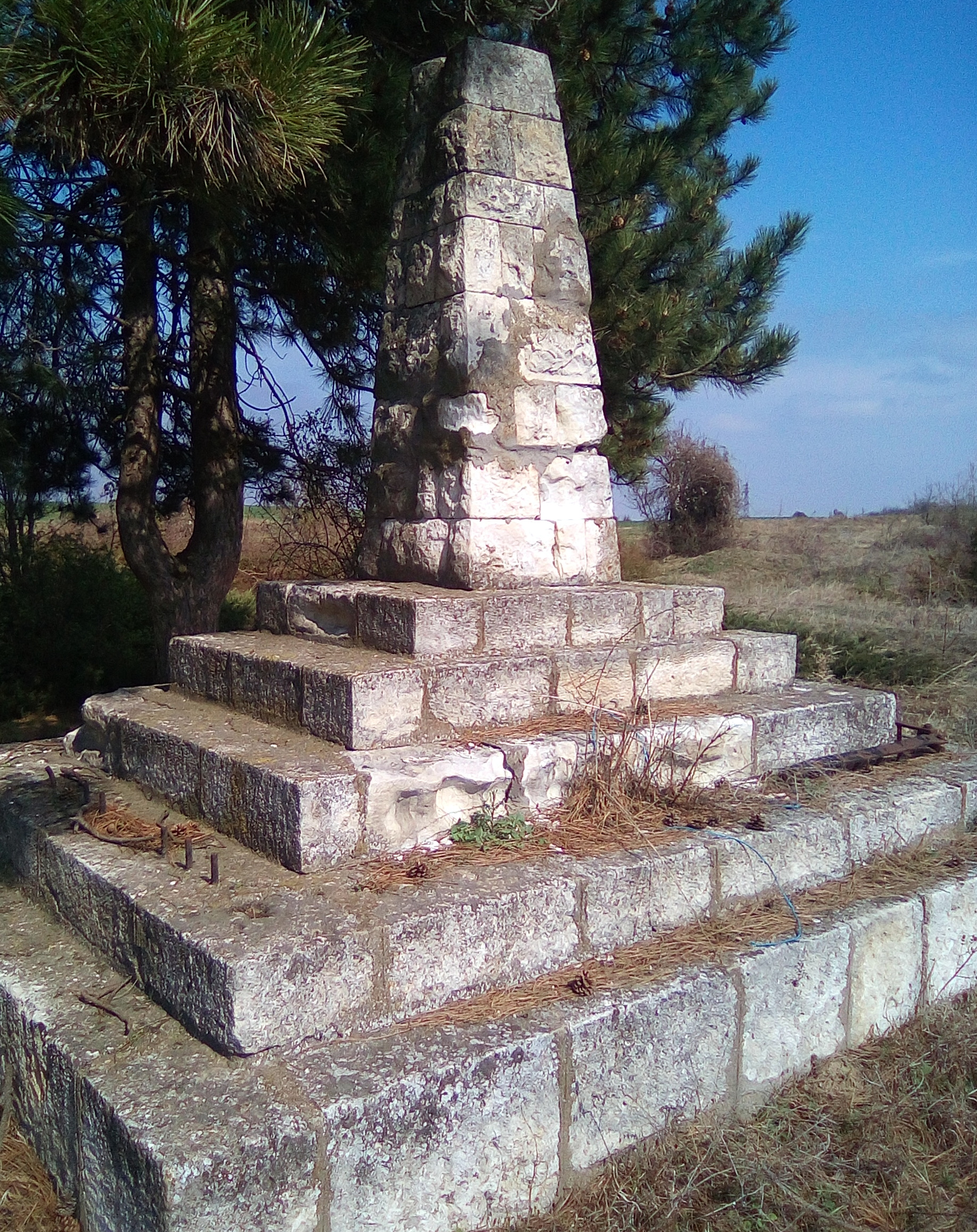
Памятник майору Волчанецкому
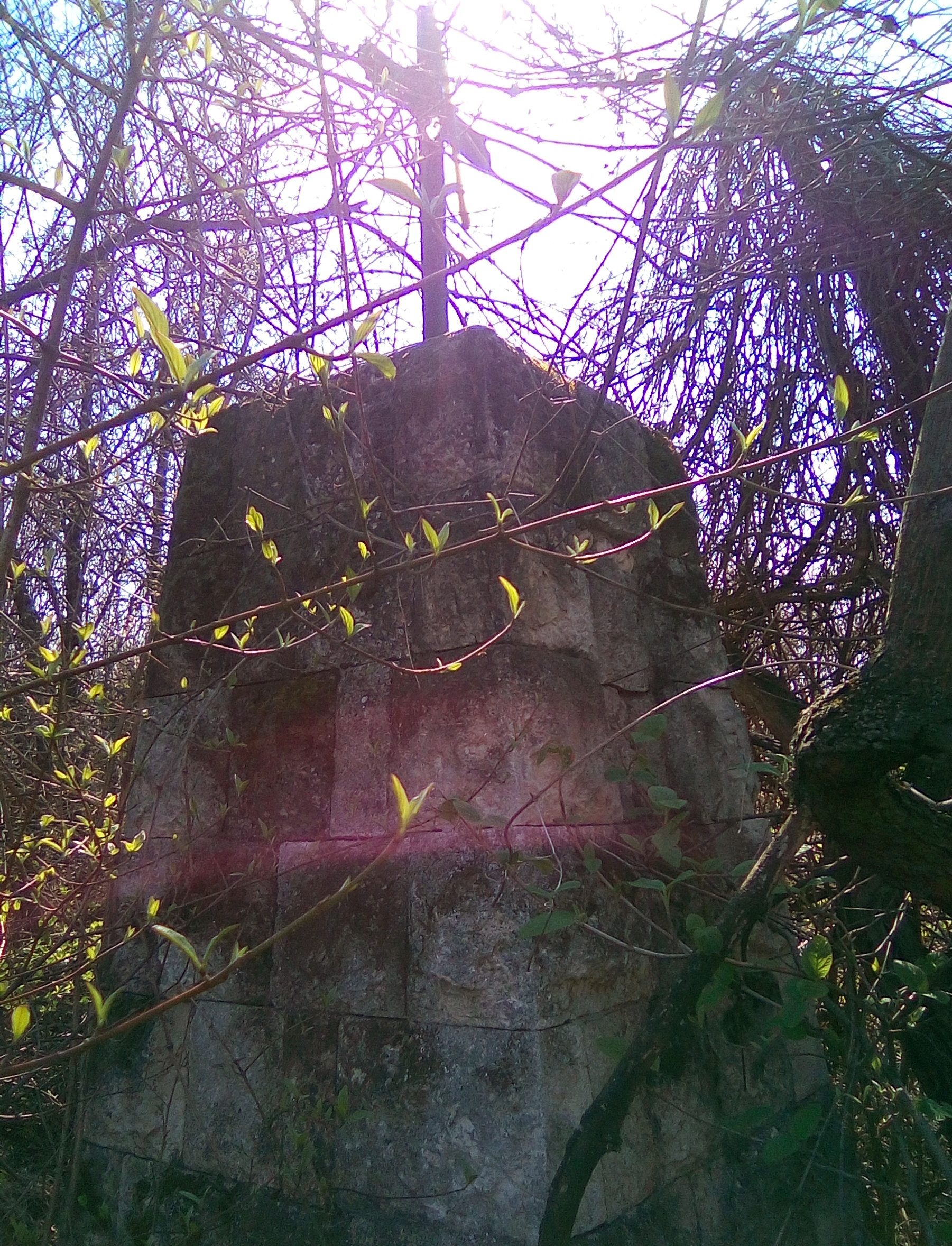
Памятник погибшим из 122-го Тамбовского полка
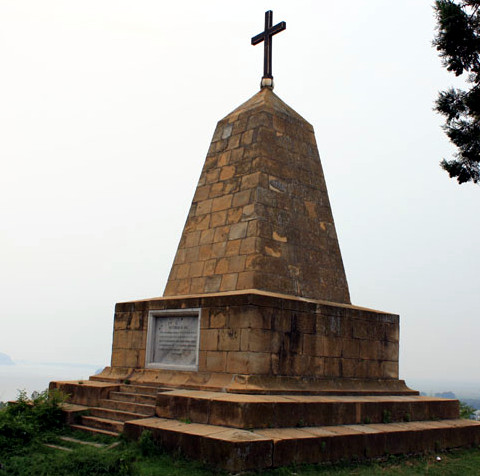
Памятник погибшим русским воинам в Никополе
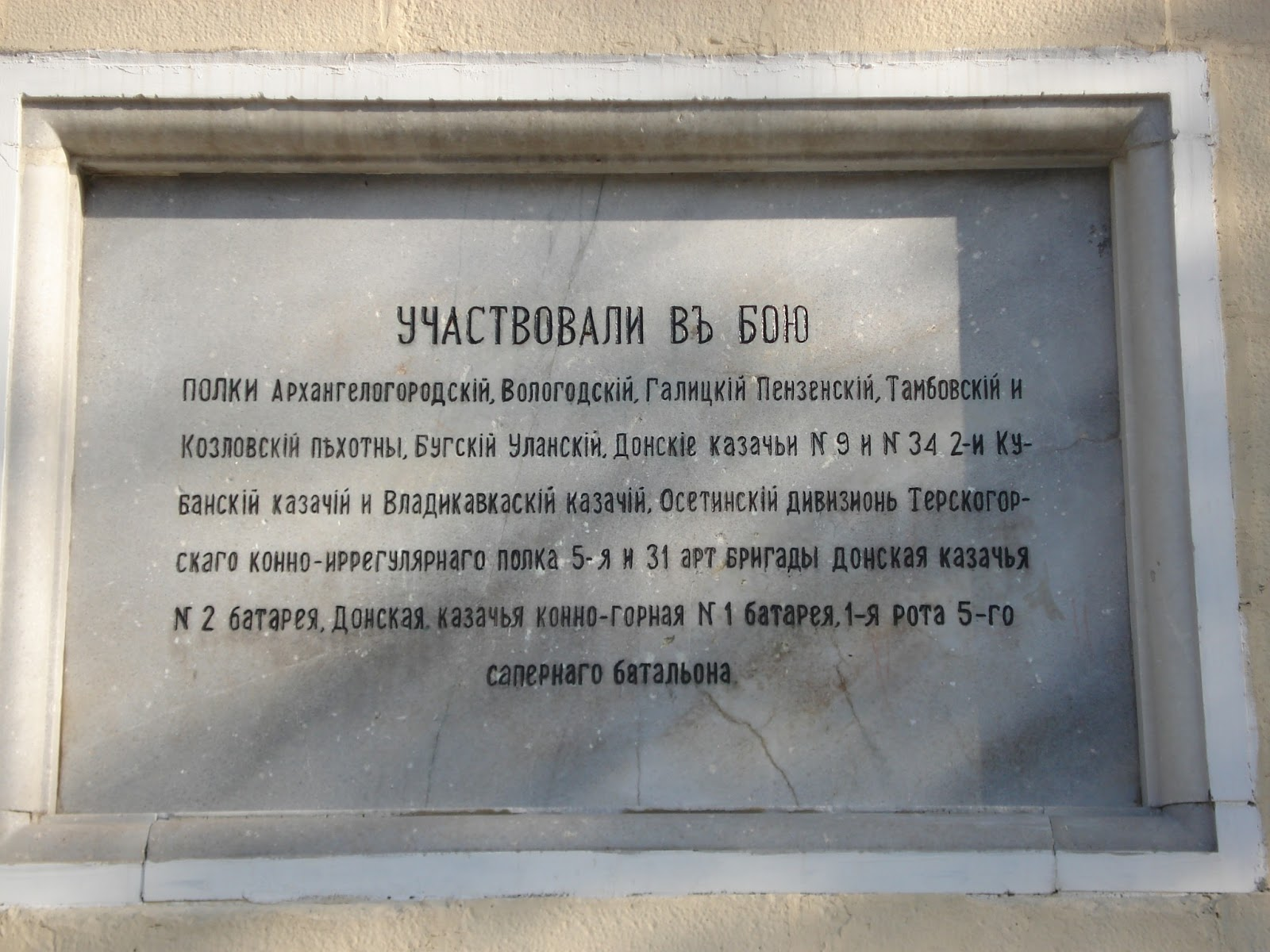
Доска на памятнике погибшим русским воинам в Никополе

## Галерея

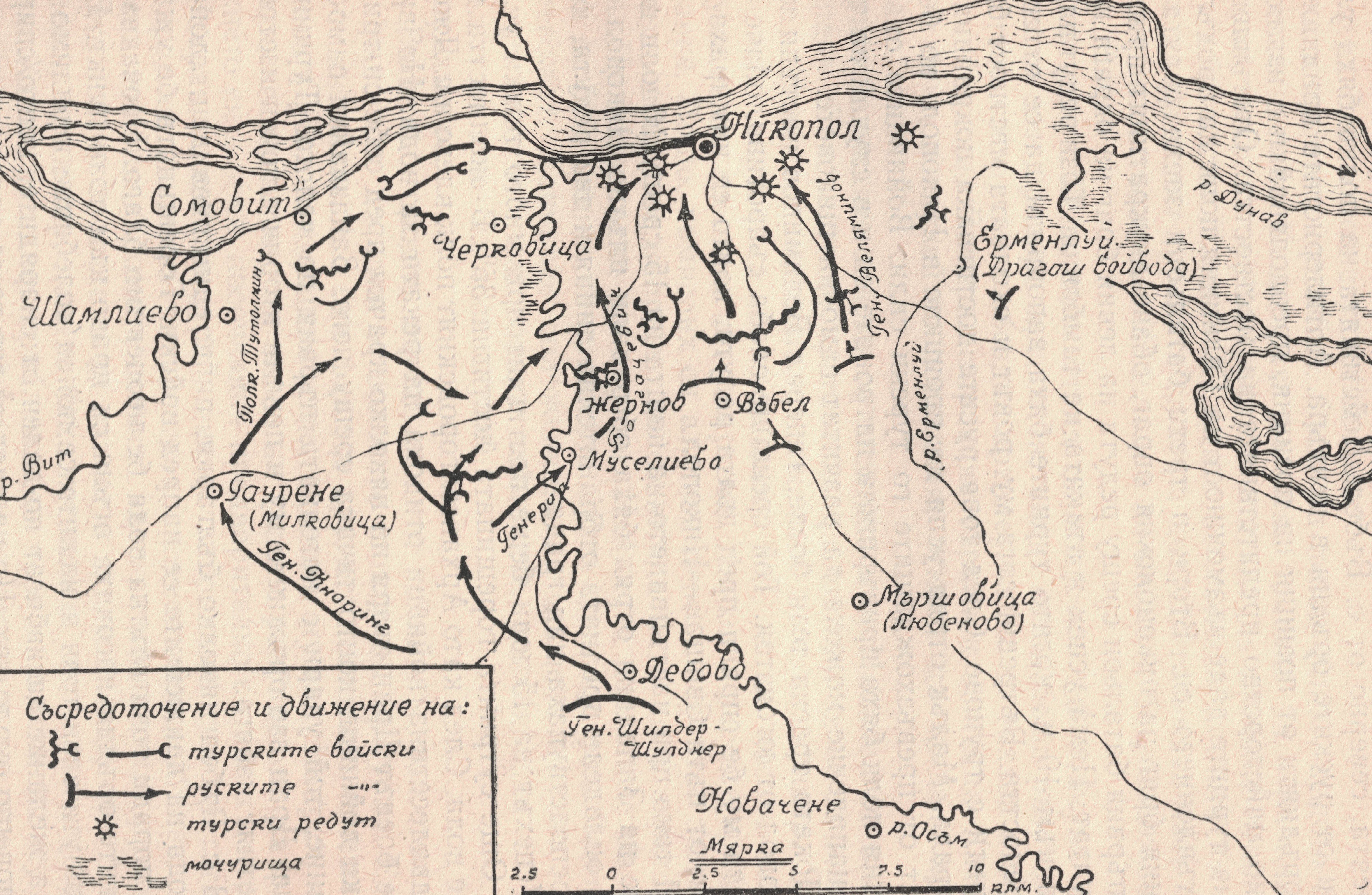
Карта битвы при Никополе
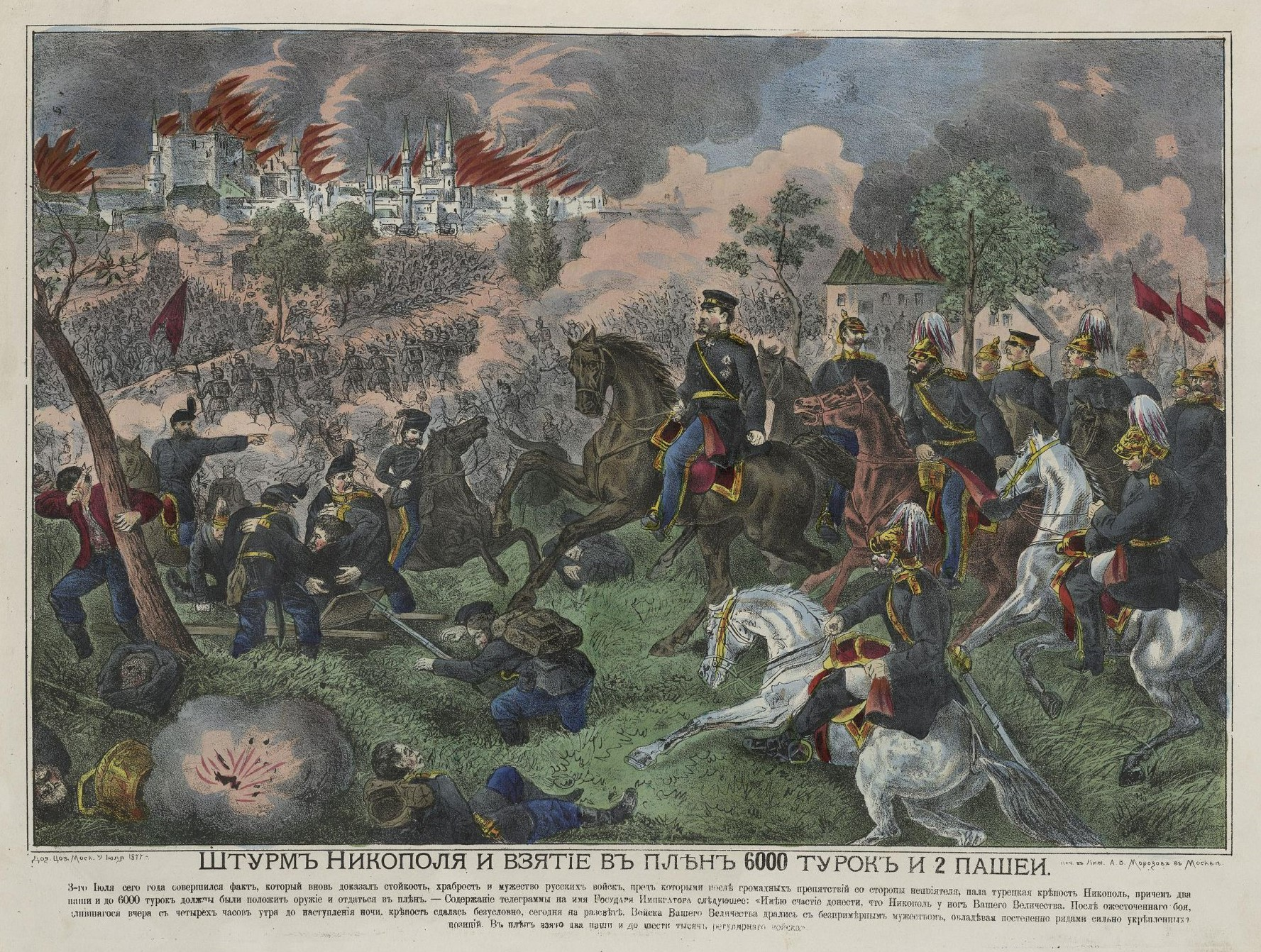
Штурм Никополя и взятие в плен 6000 турок и 2 пашей(лит.1877г)
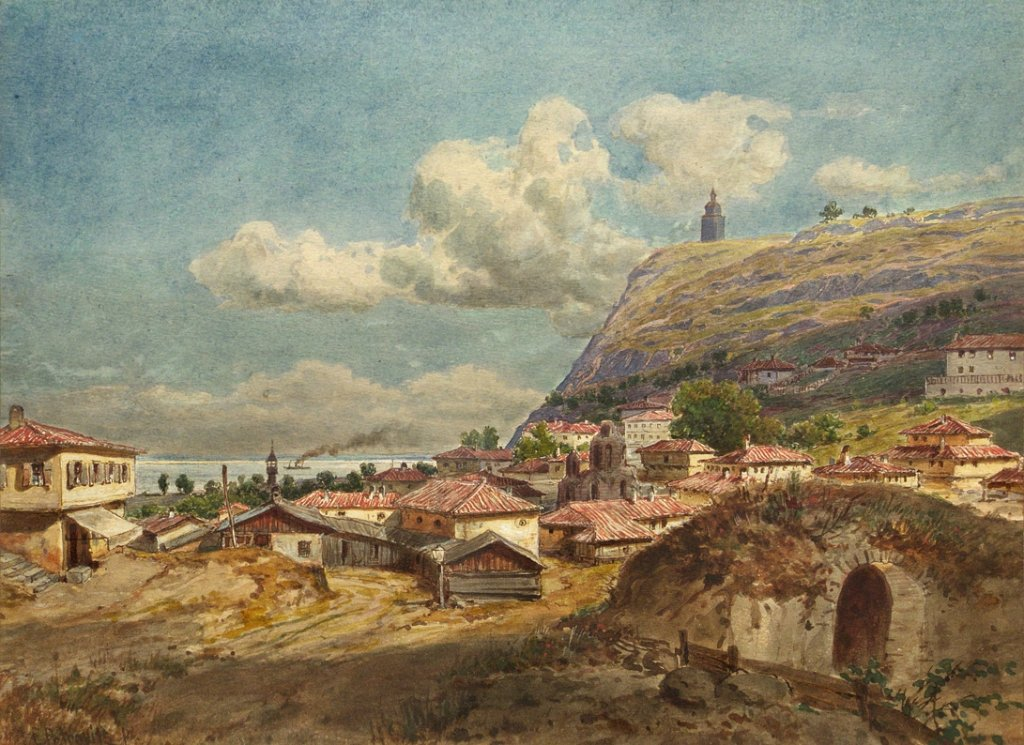
Никопол (картина F.Kanitz, 1885г)

## В культуре
- Битва при Никополе упоминается в художественном фильме «Турецкий гамбит» (2005).